# カワサキ・ニンジャRR (インドネシア)
ニンジャRR(ニンジャアールアール)は、川崎重工業モーターサイクル&エンジンカンパニーの子会社(PT.カワサキモーターインドネシア)が、インドネシア国内向けに製造販売していたニンジャシリーズのオートバイの1つである。以下の本文中では、Ninja 150RR (KR 150P) と記述する。

## 概要
- Ninja150RRは、長年生産をタイの現地法人である「カワサキモータース エンタープライズ タイランド(KMET)」で生産されていたKR150系がルーツであるが、タイ国内でも排出ガス規制(EURO3移行)が厳しくなり、2ストロークエンジンの製造が対応出来なくなった為、排出ガス規制の緩かったインドネシア・カワサキへ全面移管する事となった。尚、製造工場及び仕向地も、インドネシア国内に限定された。
- 全面移管に伴い、エクステリアのフルモデルチェンジを受けて「ニンジャ」の車名が冠され2012年型より発売された。しかし、インドネシア国内でも排出ガス規制の流れが早く、2015年型を以って製造を終了。公道走行可能な日本ブランド最後の2ストロークエンジン搭載車となった。
- カワサキの2ストロークエンジン搭載車では、唯一の「ニンジャ」を名乗る(姉妹車のNinja150SSやNinja150Rも含む)。後継モデルは、水冷4ストローク単気筒のあるNinja250SLが発売された(インドネシア国内のみ「NinjaRR mono」)。
- 搭載する水冷2ストロークエンジンは、(排出ガス浄化)2次エアシステムのHSASと排気デバイスのスーパーKIPSを搭載する。このスーパーKIPSは、高回転域(7000rpm以上)の狭い範囲でパワーを絞り出すピーキーな特性を持つ。
- インドネシアでの販売価格は、2015年モデル当時の価格を日本円で換算すると約30万円であり、インドネシア国民の平均年収(約27万円)を超える価格であり、高級車に位置する。
- タイ・カワサキより移管した工場設備で製造を行うだけでなく、既存の車体構成や他車の部品を流用し、仕様の共通部品を増やすなどして大幅にコストを低減されている。同時期に販売されていたNinja250Rと、テールランプユニットやブレーキディスクローターなどの部品を共用している。

## 前モデル(KRR-ZX150)からの主な変更点
- フェアリング一式、燃料タンク、ヘッドライト、テールランプ、ブレーキディスクローターなど主要部品の刷新。
- キャリーオーバーで使用するエンジンやフレームなどの主要部品の生産と調達が、タイからインドネシア国内になった。
- 排出ガス規制EURO2のクリアに伴い、前モデルより出力特性が抑制された。規制に伴い、CDIの仕様変更(点火時期の最適化)や触媒を採用したマフラー等。
- ニンジャ250Rの意匠をモチーフとした外観デザインやアナログタコメーターとアナログ速度計からなる新デザインのインストゥルメントパネルの採用。

## 年次モデル(2012年～2015年)
2012年モデル
2012年発売。カラーバリエーションは、以下のラインナップとなる。
- 通常モデル
  - ██緑/黒
  - █黒
  - ██赤/黒
  - ██白/黒

2013年モデル
2013年発売。カラーバリエーションは、前年と同じラインナップとなる。数量限定モデルも追加された。
- 通常モデル
  - ██緑/黒
  - █黒
  - ██赤/黒
  - ██白/黒
- 数量限定モデル(300台)
  - ██黄/黒

2014年モデル
2014年発売。カラーバリエーションが、以下のラインナップに変更され、400台限定のSEモデルが追加された。
- 通常モデル
  - ██緑/黒
  - █黒(黄色のグラフィックを採用)
  - ██赤/黒
- Special Edition(Ninja発売30周年記念モデル)
  - ██緑/白

2015年モデル
2015年発売。通常モデルのカラーバリエーションが、以下のラインナップに変更された。Special Editionの銀/黒も同時発売。。
- 通常モデル
  - ██緑/黒
  - █黒
  - ██橙/黒
- Special Edition
  - ██銀/黒